# Kroonvogeltje
Het kroonvogeltje (Ptilodon capucina) is een vlinder uit de familie van de tandvlinders (Notodontidae).

## Kenmerken
Hij heeft een voorvleugellengte van 17 tot 22 mm. De kleurintensiteit kan variëren van licht- tot donkerbruin, maar in de tekening is nauwelijks variatie. Opvallend is de donkerbruine bult op zijn rug, die komt echter wel bij meer tandvlinders voor. De naam duidt op de wittige kam op het borststuk, die wat weg heeft van een kroontje.
De rupsen zijn ongeveer 30 millimeter lang. Ze zijn ofwel lichtgroen en geel of roze-bruinachtig met een beetje geel van kleur en elk heeft een gele longitudinale band met rode vlekken aan elke kant. Hun poten zijn rood gekleurd, evenals de twee kegelachtige dorsale bulten op het 11e segment. Ze hebben wat fijne en zwarte haren verdeeld over het lichaam.

## Waardplanten
De waardplanten van het kroonvogeltje zijn allerlei loofbomen, vooral eiken en berken.

## Verspreiding
Het kroonvogeltje komt verspreid voor in Europa. Het is in Nederland en België een algemene soort die verspreid over het hele gebied voorkomt. 

## Levenswijze
De vrouwtjes leggen hun lichtgroene eieren in kleine groepjes aan de onderkant van de bladrand van hun waardplanten. De rupsen die hier uit komen, leven in groepen, maar worden eenlingen naarmate ze groter worden. De dieren verpoppen zich op de grond of net onder de grond in een kamer die is bekleed is met slechts enkele draadjes web. De vlinder overwintert als pop onder de grond. Hij vliegt van half april tot begin september.